# Švýcarsko na Letních olympijských hrách 1972
Švýcarsko se účastnilo Letní olympiády 1972 v německém Mnichově. Zastupovalo ho 151 sportovců (122 mužů a 29 žen) v 17 sportech.

## Medailisté
| Medaile | Jméno                                                                        | Sport      | Soutěž                       |
| ------- | ---------------------------------------------------------------------------- | ---------- | ---------------------------- |
| Stříbro | Xaver Kurmann                                                                | Cyklistika | Muži 4 000 m stíhací závod   |
| Stříbro | Alfred Bachmann Heinrich Fischer                                             | Veslování  | Muži dvojka bez kormidelníka |
| Stříbro | Guy Evéquoz Daniel Giger Christian Kauter Peter Lötscher François Suchanecki | Šerm       | Družstvo mužů kord           |